# Olympische Sommerspiele 1992/Leichtathletik – Speerwurf (Männer)

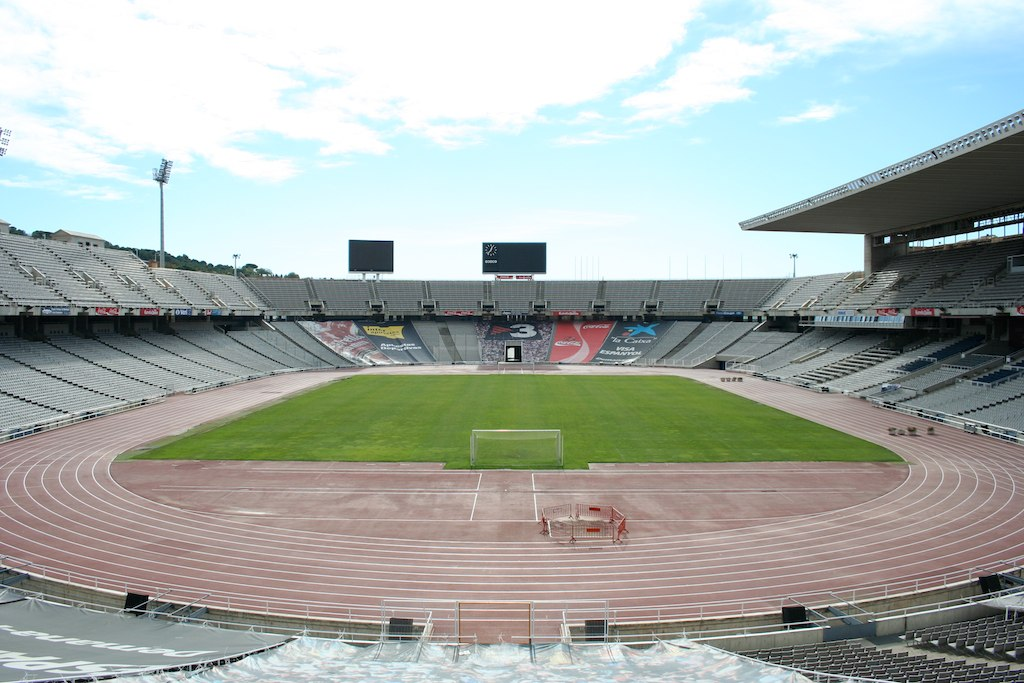
Das Olympiastadion von Barcelona im Jahr 2008

Der Speerwurf der Männer bei den Olympischen Spielen 1992 in Barcelona wurde am 7. und 8. August 1992 im Olympiastadion Barcelona ausgetragen. 32 Athleten nahmen teil.
Olympiasieger wurde der Tschechoslowake Jan Železný, der vor dem Finnen Seppo Räty gewann. Die Bronzemedaille errang Steve Backley aus Großbritannien.
Für Deutschland, ging Volker Hadwich an den Start. Er erreichte das Finale und wurde Zwölfter.

Athleten aus der Schweiz, Österreich und Liechtenstein nahmen nicht teil.

## Titelträger
| Olympiasieger 1988                      | Tapio Korjus ( Finnland)              | 84,28 m | Seoul 1988            |
| Weltmeister 1991                        | Kimmo Kinnunen ( Finnland)            | 90,82 m | Tokio 1991            |
| Europameister 1990                      | Steve Backley ( Großbritannien)       | 87,30 m | Split 1990            |
| Panamerikanischer Meister 1991          | Ramón González ( Kuba)                | 79,12 m | Havanna 1991          |
| Zentralamerika und Karibik-Meister 1991 | Juan de la Garza ( Mexiko)            | 75,78 m | Xalapa 1991           |
| Südamerika-Meister 1991                 | Luís Lucumí ( Kolumbien)              | 74,42 m | Manaus 1991           |
| Asienmeister 1991                       | Zhang Lianbiao ( Volksrepublik China) | 81,52 m | Kuala Lumpur 1991     |
| Afrikameister 1992                      | Tom Petranoff ( Südafrika)            | 87,26 m | Belle Vue Maurel 1992 |
| Ozeanienmeister 1990                    | James Goulding ( Fidschi)             | 71,54 m | Suva 1990             |

## Rekorde
Anmerkung zu den Rekorden und dem neuen Speer:

1986 wurde ein neues Wurfgerät eingeführt, dessen Schwerpunkt weiter vorne lag. Die damit erzielten Weiten waren geringer, deshalb wurden alle früheren Rekorde ungültig.

Mit 94,58 m hatte der Ungar Miklós Németh am 26. Juli 1976 in Montreal den letzten Olympiarekord mit dem bis 1987 verwendeten Speer erzielt.

Der letzte Weltrekord mit dem alten Speer lag bei 104,80 m und war am 20. Juli 1984 vom DDR-Werfer Uwe Hohn in Ost-Berlin aufgestellt worden.

### Bestehende Rekorde
| Weltrekord         | 91,46 m | Steve Backley ( Großbritannien) | North Shore City, Neuseeland     | 25. Januar 1992    |
| Olympischer Rekord | 85,90 m | Jan Železný ( Tschechoslowakei) | Qualifikation OS Seoul, Südkorea | 24. September 1988 |

### Rekordverbesserung
Der tschechoslowakische Olympiasieger Jan Železný verbesserte den bestehenden olympischen Rekord im Finale am 8. August mit seinem ersten Wurf um 3,76 m auf 89,66 m. Zum Weltrekord fehlten ihm 1,80 m.

## Legende
Kurze Übersicht zur Bedeutung der Symbolik – so üblicherweise auch in sonstigen Veröffentlichungen verwendet:
| – | verzichtet |
| x | ungültig   |

## Qualifikation
Datum: 7. August 1992
Für die Qualifikation wurden die Athleten in zwei Gruppen gelost. Acht von ihnen (hellblau unterlegt) übertrafen die direkte Finalqualifikationsweite von 80,00 m. Damit war die Mindestanzahl von zwölf Finalteilnehmern nicht erreicht. So wurde das Finalfeld mit vier weiteren Wettbewerbern aus beiden Gruppen (hellgrün unterlegt) nach den nächstbesten Weiten auf zwölf Wettbewerber aufgefüllt. Für die Finalteilnahme reichten schließlich 79,14 m.

### Gruppe A
9:35 Uhr
| Platz | Name               | Nation              | 1. Versuch | 2. Versuch | 3. Versuch | Weite   |
| ----- | ------------------ | ------------------- | ---------- | ---------- | ---------- | ------- |
| 1     | Jan Železný        | Tschechoslowakei    | 83,96 m    | –          | –          | 83,96 m |
| 2     | Tom Pukstys        | USA                 | 74,30 m    | 81,16 m    | –          | 81,16 m |
| 3     | Gavin Lovegrove    | Neuseeland          | 76,28 m    | x          | 81,04 m    | 81,04 m |
| 4     | Juha Laukkanen     | Finnland            | x          | 77,14 m    | 79,78 m    | 79,78 m |
| 5     | Mick Hill          | Großbritannien      | 76,30 m    | 76,76 m    | 79,66 m    | 79,66 m |
| 6     | Sigurður Einarsson | Island              | 76,06 m    | 77,02 m    | 79,50 m    | 79,50 m |
| 7     | Wiktor Saizew      | EUN                 | 75,24 m    | x          | 79,12 m    | 79,12 m |
| 8     | Patrik Bodén       | Schweden            | 75,78 m    | x          | 77,70 m    | 77,70 m |
| 9     | Ivan Mustapić      | Kroatien            | 75,66 m    | 77,50 m    | x          | 77,50 m |
| 10    | Julián Sotelo      | Spanien             | x          | 75,34 m    | 72,98 m    | 75,34 m |
| 11    | Brian Crouser      | USA                 | 71,42 m    | 74,98 m    | x          | 74,98 m |
| 12    | Zhang Lianbiao     | Volksrepublik China | 70,84 m    | 73,86 m    | 73,68 m    | 73,86 m |
| 13    | Nigel Bevan        | Großbritannien      | x          | 73,78 m    | x          | 73,78 m |
| 14    | Terry McHugh       | Irland              | 70,76 m    | 73,26 m    | 71,64 m    | 73,26 m |
| 15    | Stephen Feraday    | Kanada              | 70,94 m    | x          | x          | 70,94 m |
| 16    | Youssef Ali Nesaif | Bahrain             | 55,24 m    | 53,80 m    | 52,30 m    | 55,24 m |

### Gruppe B
10:45 Uhr
| Platz | Name               | Nation         | 1. Versuch | 2. Versuch | 3. Versuch | Weite   |
| ----- | ------------------ | -------------- | ---------- | ---------- | ---------- | ------- |
| 1     | Volker Hadwich     | Deutschland    | 81,10 m    | –          | –          | 81,10 m |
| 2     | Steve Backley      | Großbritannien | 79,36 m    | 80,76 m    | –          | 80,76 m |
| 3     | Seppo Räty         | Finnland       | 78,96 m    | 80,24 m    | –          | 80,24 m |
| 4     | Kimmo Kinnunen     | Finnland       | 80,22 m    | –          | –          | 80,22 m |
| 4     | Andrei Schewtschuk | EUN            | 80,22 m    | –          | -          | 80,22 m |
| 6     | Michael Barnett    | USA            | 77,08 m    | 79,14 m    | 75,34 m    | 79,14 m |
| 7     | Einar Vilhjálmsson | Island         | 76,18 m    | 76,82 m    | 78,70 m    | 78,70 m |
| 8     | Dag Wennlund       | Schweden       | 76,28 m    | 77,70 m    | 77,88 m    | 77,88 m |
| 9     | Dmitri Poljunin    | EUN            | x          | 75,70 m    | 76,40 m    | 76,40 m |
| 10    | Mārcis Štrobinders | Lettland       | 73,76 m    | x          | 76,32 m    | 76,32 m |
| 11    | Peter Borglund     | Schweden       | 71,38 m    | 74,72 m    | 72,70 m    | 74,72 m |
| 12    | Masami Yoshida     | Japan          | 71,66 m    | 73,68 m    | 73,88 m    | 73,88 m |
| 13    | Vadim Bavikin      | Israel         | 73,88 m    | x          | 73,24 m    | 73,88 m |
| 14    | Kim Ki-hoon        | Südkorea       | 72,68 m    | 69,30 m    | 68,26 m    | 72,68 m |
| 15    | Nery Kennedy       | Paraguay       | 65,00 m    | 55,10 m    | 59,34 m    | 65,00 m |
| NM    | Ghanim Mabrouk     | Kuwait         | x          | x          | x          | ogV     |

## Finale
Datum: 8. August 1992, 18:55 Uhr
| Platz | Name               | Nation           | 1. Versuch | 2. Versuch | 3. Versuch | 4. Versuch                             | 5. Versuch                             | 6. Versuch                             | Endresultat | Anmerkung |
| ----- | ------------------ | ---------------- | ---------- | ---------- | ---------- | -------------------------------------- | -------------------------------------- | -------------------------------------- | ----------- | --------- |
| 1     | Jan Železný        | Tschechoslowakei | 89,66 m OR | x          | x          | 88,18 m                                | 89,66 m                                | 86,28 m                                | x           | OR        |
| 2     | Seppo Räty         | Finnland         | 78,50 m    | 86,60 m    | 81,44 m    | 83,22 m                                | x                                      | x                                      | 86,60 m     |           |
| 3     | Steve Backley      | Großbritannien   | 82,44 m    | 82,02 m    | 79,46 m    | 83,38 m                                | 78,32 m                                | 79,86 m                                | 83,38 m     |           |
| 4     | Kimmo Kinnunen     | Finnland         | x          | 82,86 m    | x          | x                                      | x                                      | x                                      | 82,86 m     |           |
| 5     | Sigurður Einarsson | Island           | 79,52 m    | 75,02 m    | 77,96 m    | x                                      | x                                      | 80,34 m                                | 80,34 m     |           |
| 6     | Juha Laukkanen     | Finnland         | 77,44 m    | x          | 74,56 m    | 76,92 m                                | 79,20 m                                | 78,46 m                                | 79,20 m     |           |
| 7     | Michael Barnett    | USA              | 78,64 m    | 78,58 m    | x          | 77,70 m                                | 74,12 m                                | x                                      | 78,64 m     |           |
| 8     | Andrei Schewtschuk | EUN              | 77,00 m    | x          | 77,74 m    | x                                      | x                                      | 73,42 m                                | 77,74 m     |           |
|       |                    |                  |            |            |            |                                        |                                        |                                        |             |           |
| 9     | Gavin Lovegrove    | Neuseeland       | 74,46 m    | 77,08 m    | 76,78 m    | nicht im Finale der besten acht Werfer | nicht im Finale der besten acht Werfer | nicht im Finale der besten acht Werfer | 77,08 m     |           |
| 10    | Tom Pukstys        | USA              | 76,72 m    | x          | 72,12 m    | nicht im Finale der besten acht Werfer | nicht im Finale der besten acht Werfer | nicht im Finale der besten acht Werfer | 76,72 m     |           |
| 11    | Mick Hill          | Großbritannien   | 75,50 m    | x          | 72,02 m    | nicht im Finale der besten acht Werfer | nicht im Finale der besten acht Werfer | nicht im Finale der besten acht Werfer | 75,50 m     |           |
| 12    | Volker Hadwich     | Deutschland      | 75,28 m    | 72,98 m    | 70,12 m    | nicht im Finale der besten acht Werfer | nicht im Finale der besten acht Werfer | nicht im Finale der besten acht Werfer | 75,28 m     |           |

Für das Finale hatten sich zwölf Athleten qualifiziert, acht von ihnen über die geforderte Qualifikationsweite, vier weitere über ihre Platzierungen. Alle drei Finnen waren im Finale dabei, ebenso zwei US-Amerikaner und zwei Teilnehmer aus Großbritannien. Komplettiert wurde das Finalfeld durch jeweils einen Teilnehmer aus Deutschland, Island, Neuseeland, der Tschechoslowakei und dem Vereinten Team.
Erwartet wurde ein Duell zwischen dem Olympiazweiten von 1988 Jan Železný aus der Tschechoslowakei und dem britischen Weltrekordler und Europameister Steve Backley. Weitere Medaillenkandidaten waren die beiden Finnen Kimmo Kinnunen, Weltmeister 1991, sowie Seppo Räty, Vizeweltmeister 1991 und Olympiadritter 1988.
Železný übernahm gleich in der ersten Runde mit dem neuen  Olympiarekord von 89,66 m die Führung. Mit 82,44 m hatte Backley auf Platz zwei mehr als sieben Meter weniger vorzuweisen. Im zweiten Versuch gelangen Räty 86,60 m und er verdrängte damit Backley auf Platz drei. Auch Kinnunen zog im zweiten Durchgang mit 82,62 m an Backley vorbei. In der vierten Runde verbesserte sich Backley auf 83,38 m, womit er Platz drei zurückeroberte. Železný hatte drei Fehlversuche in den Durchgängen zwei, drei und sechs. Aber auch sein vierter Wurf von 88,18 m hätte zum Sieg gereicht. Damit wurde Jan Železný nach seiner Silbermedaille in 1988 Seoul nun Olympiasieger. Silber und Bronze gingen an Seppo Räty und Steve Backley. Die Ränge fünf und sechs belegten der Isländer Sigurður Einarsson und der dritte Finne Juha Laukkanen. So waren vier Nordeuropäer unter den ersten Sechs, darunter drei Finnen. Gold und Bronze allerdings gingen in die Tschechoslowakei und nach Großbritannien.
Jan Železný war der erste tschechoslowakische Olympiasieger im Speerwurf der Männer.

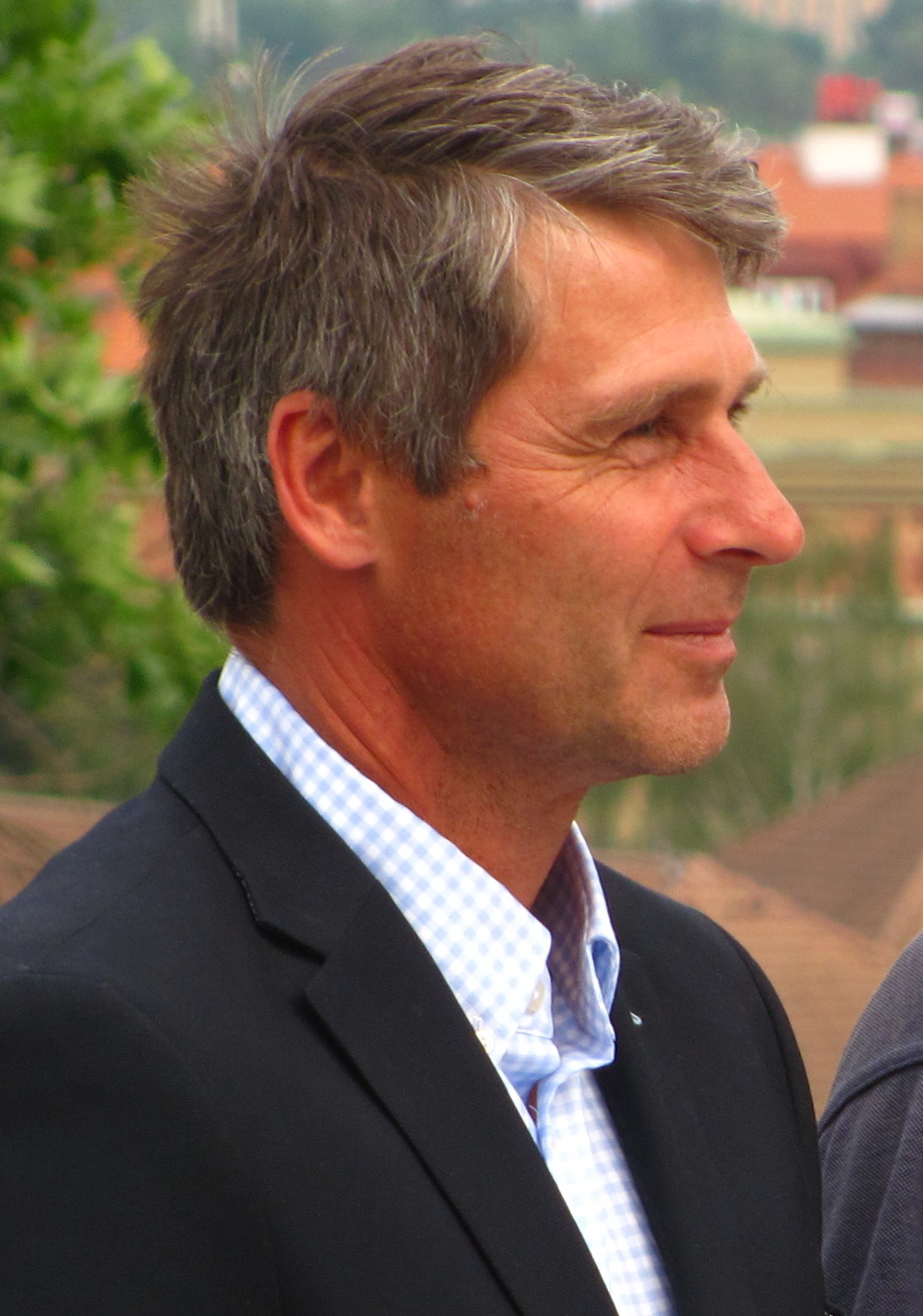
Erster von drei Olympiasiegen für den Olympiazweiten von 1988 Jan Železný (Foto: 2012)
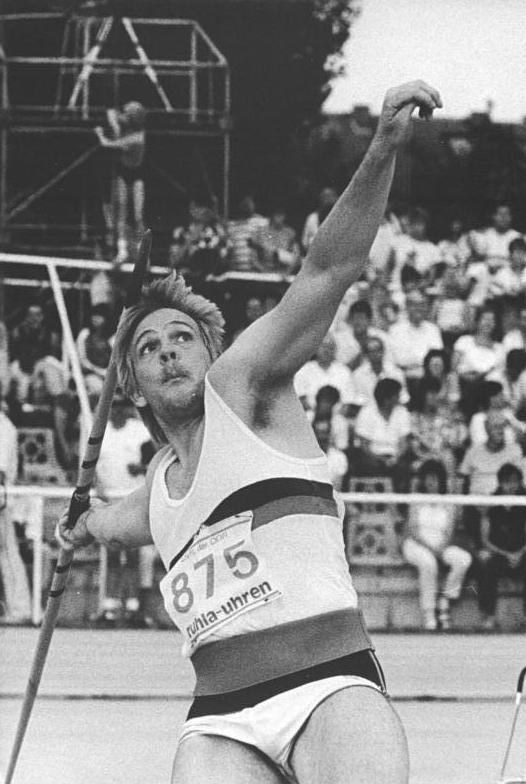
Volker Hadwich belegte im Finale den zwölften Platz

## Videolinks
- Men's Javelin Final Barcelona Olympics 1992, youtube.com, abgerufen am 13. Februar 2018
- Olympics Barcelona 1992 javelin final *best throws*, youtube.com, abgerufen am 22. Dezember 2021